# Крийнссен, Абрахам
Абрахам Крийнссен (нидерл. Abraham Crijnssen; ?, Флиссинген — 1 февраля 1669, Парамарибо) — голландский флотоводец, наиболее известный по руководству захвата колонии Суринам в 1667 году во время Второй англо-голландской войны. Корабли ВМС Нидерландов — тральщик и фрегат были названы в его честь.

## Биография

### 1632—1665
Крийнссен, вероятно, родился в Флиссингене, его дата рождения неизвестна. В 1632 году он командовал кораблями «Самсон» (Samson) и «Флиссинген» (Vlissingen). Крийнссен внёс серьёзный вклад победу над дюнкеркским каперством, а также отличился в 1639 году в сражении у Даунса.
В 1665 году был командиром адмиралтейства Зеландии. Сначала Крийнссен занимал пост первого капитана под руководством Адриана Банкерта, однако уже осенью Крийнссен получил должность капитана яхты «Принс те Паард» (Prins te Paard). Крийнссен принимал участие в Четырёхдневном сражении и сражении в день Святого Иакова, будучи командиром фрегата «Зеландия» (Zeelandia).

### Суринам
В декабре 1666 года Крийнссен получил командование над эскадрой, в составе фрегатов «Зеландия», «Вест-Капелле» (West-Cappelle), «Зериддер» (Zeeridder), а также четырёх малых судов, включая «Принс те Паард». Он был отправлен в Вест-Индию и на восточное побережье Северной Америки для борьбы против англичан.
Крийнссен покинул Веере 30 декабря с семьюстами людьми на борту. 25 февраля 1667 года он достиг реки Суринам, где был расположен английский форт Уиллорби. После короткого обстрела англичане сдали форт, а 6 марта и всю колонию. Крийнссен переименован форт Уиллорби в форт Зеландия.

### Тобаго, Синт-Эстатиус, Мартиника
17 апреля Крийссен решил освободить колонии Бербис, Эссекибо и Померун, однако по прибытии узнал, что англичане уже их покинули. Тогда он отплыл в Тобаго, однако обнаружил там лишь разрушенный форт. Восстановив его, 4 мая он отправился в Синт-Эстатиус, который ему освободить удалось. Затем он направился к Мартинике, где объединился с французским флотом, чтобы противостоять сильному английскому близ острова Невис, однако ввиду нескоординированности действий ему пришлось покинуть поле битвы.

### Виргиния
После этой битвы Крийнссен отплыл в Виргинию, где напал на английский торговый флот с грузом табака в устье реки Джеймс. Он взял на абордаж главный корабль и сжёг остальные. Затем он отплыл обратно во Флиссинген, куда прибыл 25 августа.

### Снова Суринам
В феврале 1668 года Крийнссен был отправлен обратно в Суринам с тремя кораблями. Несмотря на то, что Бредское соглашение 1667 года закрепляло Суринам за Голландией, форт Зеландия был захвачен англичанами в октябре 1667 года. Крийнссен прибыл в Суринам 20 апреля, и уже 28 апреля отбил всю территорию. Суринам принадлежал Нидерландам вплоть до 1975 года.